# Неко други (албум)
Неко други  је шести студијски албум српског фолк певача Жељка Шашића, снимљен у београдском студију XXL, а издат 2000. године за Best Records и Vujin Trade Line на аудио-касети и CDу.  Албум на CDу има 6 бонус песама са претходних албума.

## Списак песама
| №   | Назив                                                  | Текст           | Музика          | Трајање |  |
| 1.  | Жено без душе                                          | Драган Брајовић | Драган Брајовић |         |  |
| 2.  | Хајде зоро бар једном не свани                         | Драган Брајовић | Драган Брајовић |         |  |
| 3.  | Осми дан у недељи                                      | Драган Брајовић | Јоргос Алкаиос  |         |  |
| 4.  | Неко други                                             | Драган Брајовић | Драган Брајовић |         |  |
| 5.  | Двадесет пета                                          | Драган Брајовић | Драган Брајовић |         |  |
| 6.  | Иди срећо мала                                         | Чедомир Рајичић | Чедомир Рајичић |         |  |
| 7.  | Црна темљо                                             | Чедомир Рајичић | Чедомир Рајичић |         |  |
| 8.  | 300 ноћи                                               | Драган Брајовић | Драган Брајовић |         |  |
| 9.  | Она коју очи траже                                     | Драган Брајовић | Драган Брајовић |         |  |
| 10. | Волети или преболети                                   | Петар Јелић     | Петар Јелић     |         |  |
| 11. | Гори море (бонус песма)                                |                 |                 |         |  |
| 12. | К'о на грани јабука (бонус песма, дует са Цецом)       |                 |                 |         |  |
| 13. | Метак (бонус песма)                                    |                 |                 |         |  |
| 14. | Магла (бонус песма)                                    |                 |                 |         |  |
| 15. | Она Је прича живота мог (бонус песма)                  |                 |                 |         |  |
| 16. | Очи пуне туге (бонус песма, дует са Драганом Митровић) |                 |                 |         |  |